# Вуд, Чарльз, 2-й граф Галифакс
Чарльз Ингрэм Кортни Вуд, 2-й граф Галифакс (3 октября 1912 — 19 марта 1980) — британский пэр, консервативный политик, лорд-лейтенант Хамберсайда и верховный стюард Йоркского собора.
Титулы: 2-й граф Галифакс (с 23 декабря 1959 года), 4-й виконт Галифакс из Монк-Бреттона (с 23 декабря 1959), 6-й баронет Вуд из Барнсли в графстве Йоркшир (с 23 декабря 1959), 2-й барон Ирвин из Кирби-Андердейла в графстве Йоркшир (с 23 декабря 1959).

## Молодость
Родился 3 октября 1912 года. Старший сын Эдварда Фредерика Линдли Вуда, 1-го графа Галифакса (1881—1959), государственного деятеля и министра иностранных дел Великобритании, и леди Дороти Эвелин Огаста Вуд, урождённая Онслоу 1885—1976). Он получил образование в Итонском колледже. Чарльз окончил Крайст-Черч Оксфордского университета в Оксфорде, Англия, в 1934 году со степенью бакалавра искусств (BA). В том же году он успешно возглавил команду Оксфордского университета по поло.

## Карьера
Звание второго лейтенанта он получил в 1934 году на службе в Королевской конной гвардии. Как и его отец, Вуд также занялся политикой, став членом парламента (члена парламента) от города Йорка в 1937 году как консерватор. В 1939 году, когда началась Вторая мировая война, он снова поступил на службу в Королевскую конную гвардию и три года служил на Ближнем Востоке. В период с 1944 по 1959 год Чарльза называли лордом Ирвином. В 1959 году Вуд сменил своего отца на посту 2-го графа Галифакса. Все это время он продолжал оставаться членом парламента. На парламентских выборах 1945 года он уступил свое место кандидату от Лейбористской партии Джону Корлетту. Чарльз занимал должность заместителя лейтенанта Ист-Райдинга-оф-Йоркшира с 1955 по 1968 год, лорда-лейтенанта Хамберсайда с 1974 по 1980 год и верховного стюарда Йоркского собора с 1972 по 1980 год.
В 1978 году его лошадь Ширли Хайтс выиграла Дерби. Граф умер в 1980 году и был похоронен в приходской церкви Всех Святых, Кирби-Андердейл, где находится семейный мемориал графов Галифаксов.

## Семья

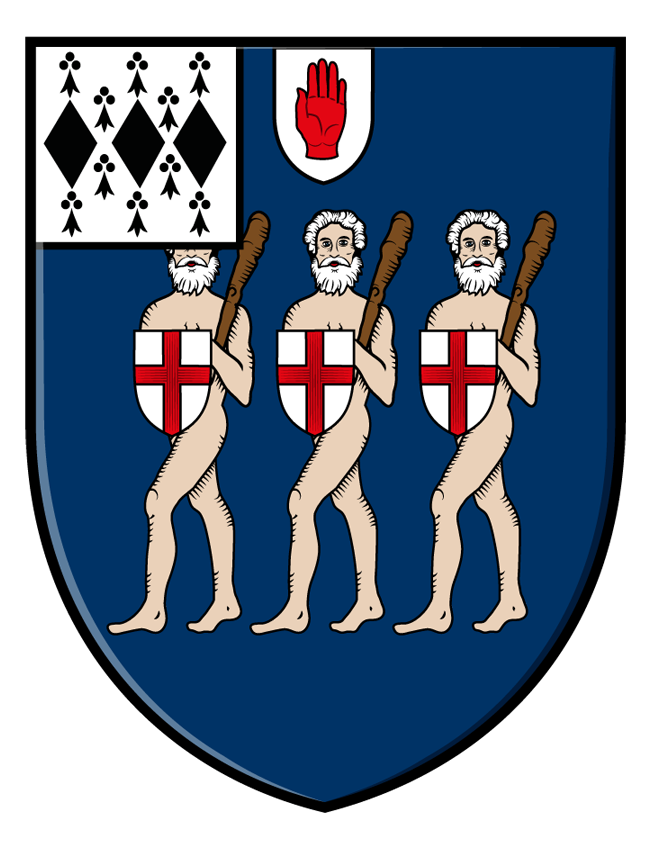
Герб Чарльза Ингрэма Кортни Вуда, 2-го графа Галифакса.

25 апреля 1936 года он женился на Рут Элис Ханне Мэри Примроуз (18 апреля 1916 — 31 августа 1989), дочери либерального политика капитана Нила Джеймса Арчибальда Примроуза и леди Виктории Элис Луизы Примроуз, урождённой Стэнли, внучки премьер-министра Арчибальда Примроуза, 5-го графа Роузбери.
У них было трое детей:
- Леди Кэролайн Виктория Вуд (10 сентября 1937 — 15 ноября 2014), 1-й муж с 1958 года Рэндл Дж. Фейлден (развелась в 1970 г.), 2-й муж с 1970 года Джон В. Гослинг[5]
  - Вирджиния Мэри Фейлден (6 июня 1959 — 24 марта 1994)
  - Рэндл Чарльз Родерик Фейлден (род. 19 января 1961)
  - Фиона Кэролайн Фейлден (род. 26 января 1965)
- Леди Сьюзен Дайана Вуд (род. 22 сентября 1938), вышла замуж за бригадного генерала Яна Дарси Уотсона в 1959 году.
  - Дэвид Чарльз Дарси Уотсон (род. 29 июля 1960)
  - Ричард Ян Уотсон (род. 30 января 1962)
- Чарльз Эдвард Питер Нил Вуд, 3-й граф Галифакс (род. 14 марта 1944)
  - Достопочтенный Джеймс Чарльз Вуд, лорд Ирвин (род. 24 августа 1977), наследник графства.
    - Достопочтенный Рекс Патрик Вуд (род. 12 августа 2010)[6]
    - Достопочтенная Одри Нэнси Вуд (род. 23 января 2013)

  - Леди Джоанна Виктория Вуд (род. 15 января 1980).